# Sammenslutningen af funktionærer
SAFU er en dansk fagforening. Foreningens navn safu, henviser til, at den består af en gruppe samarbejdende funktionærforeninger, samt at den er en sammenslutning af funktionærer, som via et sekretariat på en nærværende og kompetent måde søger at sikre sine medlemmer sparring og hjælp i arbejdslivet, samt at styrke de tilsluttede foreningers vilkår bedst muligt. SAFU er vokset ud af det arbejde FTF havde på det private arbejdsmarked. 
Danske Forsyningsfunktionærer, funktionærforeningerne i DFDS og DSV, Funktionærforeningen i FDB, Funktionærforeningen i RSM Plus, Funktionærforeningen i CSC og Turistførerforeningen, var blandt de foreninger der oprettede safu. I dag består safu af  Personaleforeningen i DFDS, Funktionærforeningen i Beierholm, Personaleforeningen i KL, Personaleforeningen i Forsikringsforbundet og Turistførerforeningen, samt en gruppe enkeltmedlemmer.
SAFU samarbejder på A-kasseområdet med  FTF-A.
SAFU er tilknyttet til hovedorganisationen FH.
 Der er for få eller ingen kildehenvisninger i denne artikel, hvilket er et problem. Du kan hjælpe ved at angive troværdige kilder til de påstande, som fremføres i artiklen.